# 火曜ドラマ8
『火曜ドラマ8』（かようドラマエイト）は、2017年4月から2019年3月まで火曜日20:00 - 20:54にBSテレビ東京（旧・BSジャパン）で放送されていた連続ドラマ枠。原則として毎月第1・2火曜日に新作、第3・4・5火曜日は過去作品のアンコール放送をしていた。
旧枠名は『火曜ドラマJ』（かようドラマ・ジェイ）。2015年4月から2017年3月まで同様に第1・2火曜日21:00 - 21:55に新作を生放送していた「火曜時代劇」からの流れで、全作が時代劇であった。

## 作品
以下は「火曜時代劇」として放送されたものを含む。

### 2015年

#### 4月 - 9月
- 松本清張ミステリー時代劇（4月7日 - 9月15日、原作：松本清張）第1・2週生放送
- 〜時代劇がもっと楽しくなる〜大江戸ゼミナール（4月21日 - 9月22日）第3・4・5週生放送（ドラマではなくバラエティー教養番組）

#### 10月 - 2016年3月
- 山本周五郎人情時代劇（10月6日 - 2016年3月15日、原作：山本周五郎）第1・2週生放送
- 松本清張ミステリー時代劇（10月20日 - 2016年3月29日、2015年4月 - 9月に生放送されたもののアンコール放送）第3・4・5週放送

### 2016年

#### 4月 - 9月
- 男と女のミステリー時代劇（4月5日 - 9月13日、原作：多岐川恭）第1・2週生放送
- 山本周五郎人情時代劇（4月19日 - 9月27日、2015年10月 - 2016年3月に生放送されたもののアンコール放送）第3・4・5週放送

#### 10月 - 2017年3月
- 人形佐七捕物帳（10月4日 - 2017年3月14日、原作：横溝正史、主演：要潤）第1・2週生放送
- 男と女のミステリー時代劇（10月18日 - 2017年3月28日、2016年4月 - 9月に生放送されたもののアンコール放送）第3・4・5週放送

### 2017年

#### 4 - 9月
- 山本周五郎時代劇 武士の魂（4月4日 - 9月12日、原作：山本周五郎）第1・2週生放送
- 山本周五郎人情時代劇（4月18日 - 9月12日 2015年10月 - 2016年3月に生放送されたもののアンコール放送）第3・4・5週放送

#### 10月 - 2018年3月
- 池波正太郎時代劇 光と影（10月3日 - 2018年3月13日、原作：池波正太郎）第1・2週生放送
- 人形佐七捕物帳（10月17日 - 2018年3月27日、2016年10月 - 2017年3月に生放送されたもののアンコール放送）第3・4・5週放送

### 2018年

#### 4 - 9月
- くノ一忍法帖 蛍火（4月3日 - 9月11日、原作：山田風太郎、主演：ベッキー）第1・2週生放送
- 山本周五郎時代劇 武士の魂（4月17日 - 9月25日、2017年4月 - 9月生放送分のアンコール放送）第3・4・5週放送

## ネット配信
| 配信元         | 備考                 |
| -------------- | -------------------- |
| ネットもテレ東 | 最新話限定で無料配信 |
| Paravi         | 最新話限定で無料配信 |
| TVer           | 最新話限定で無料配信 |
| GYAO!          | 最新話限定で無料配信 |